# Michałów (powiat ostrowiecki)
Michałów – wieś w Polsce, położona w województwie świętokrzyskim, w powiecie ostrowieckim, w gminie Bałtów.
| SIMC    | Nazwa   | Rodzaj      |
| ------- | ------- | ----------- |
| 1018462 | Góry    | osada leśna |
| 1018539 | Swoboda | część wsi   |

W latach 1975–1998 miejscowość należała administracyjnie do województwa kieleckiego.
Wierni Kościoła rzymskokatolickiego należą do parafii Matki Bożej Bolesnej w Bałtowie.